# Philippe du Janerand
Pour les articles homonymes, voir Du Janerand.
Philippe Durand dit Philippe du Janerand, né le 6 mai 1959 à Paris, est un acteur et écrivain français. 
Il vit à Chinon en Indre-et-Loire.

## Biographie
Philippe du Janerand est le fils du peintre Daniel Durand dit Daniel du Janerand. Il a fait ses études au lycée Paul-Valéry, puis s'est consacré au cinéma.
Il débute au théâtre, joue sous la direction de Didier Flamand, Jean-Hugues Anglade, Andréas Voutsinás ou Gilles Bouillon. Dès les années 1970, on le voit régulièrement au cinéma et à la télévision dans une multitude de seconds rôles. Parmi ses plus célèbres rôles, on peut citer Nikita de Luc Besson, Grosse Fatigue de Michel Blanc, Taxi de Gérard Pirès, Monsieur Batignole de Gérard Jugnot, Les Choristes de Christophe Barratier...
En 2013, il est membre du jury du festival international du film court Paul-Simon à Binic. En 2016, il revient participer à ce Festival, désormais à Saint-Quay-Portrieux, en tant que président du jury.
En 2016, il est membre du jury du festival Jean-Carmet de Moulins.
Il est depuis de nombreuses années le président d'honneur du festival international du film de Vébron, auprès de Jacques Malaterre.

## Filmographie

### Cinéma
- 1976 : Un neveu silencieux de Robert Enrico
- 1977 : L'Amour en herbe de Roger Andrieux : l'assistant rédacteur en chef
- 1977 : La Bourgeoise et le Loubard de Jean-Louis Daniel : l'apprenti boucher
- 1978 : Même les mômes ont du vague à l'âme de Jean-Louis Daniel : La Tornade
- 1980 : Plein sud de Luc Béraud : l'employé SNCF
- 1981 : La Gueule du loup de Michel Léviant
- 1982 : Interdit aux moins de 13 ans de Jean-Louis Bertuccelli : l'Inspecteur Chabrier
- 1982 : Transit de Takis Candilis
- 1982 : Les Yeux des oiseaux de Gabriel Auer : Victor Benavente
- 1983 : La Trace de Bernard Favre : le guide
- 1986 : Justice de flic de Michel Gérard : Sartori
- 1986 : Le Mal d'aimer de Giorgio Treves : l'archiviste
- 1988 : La Queue de la comète de Hervé Lièvre : Paul Matalon
- 1990 : Nikita de Luc Besson : Jules
- 1991 : Aujourd'hui peut-être... de Jean-Louis Bertuccelli : Franck
- 1993 : Les Ténors de Francis de Gueltzl : l'avocat général
- 1994 : Grosse Fatigue de Michel Blanc : l'inspecteur
- 1994 : Regarde les hommes tomber de Jacques Audiard : Merlin
- 1996 : Mo de Yves-Noël François : Douillot
- 1996 : Ridicule de Patrice Leconte : Le Généalogiste
- 1997 : Tonka de Jean-Hugues Anglade : Le commissaire de course
- 1997 : Le Cousin de Alain Corneau : Trouber
- 1998 : Cantique de la racaille de Vincent Ravalec : l'inspecteur
- 1998 : Taxi de Gérard Pirès : le passager
- 1999 : Taxi 2 de Gérard Krawczyk : le passager
- 1999 : Jeanne d'Arc de Luc Besson : Dijon
- 1999 : La Veuve de Saint-Pierre de Patrice Leconte : le douanier
- 1999 : Ça ira mieux demain de Jeanne Labrune : le patient
- 2000 : Origine contrôlée de Admed Bouchaala : le client
- 2000 : Félix et Lola de Patrice Leconte : l'homme en gris
- 2000 : La Chambre des officiers de François Dupeyron : le docteur
- 2002 : Vivante de Sandrine Ray : l'homme à la voiture
- 2002 : Mille millièmes, fantaisie immobilière de Rémi Waterhouse : M. Marigot
- 2002 : Monsieur Batignole de Gérard Jugnot : l'administrateur
- 2002 : Le Pacte du silence de Graham Guit : Chaumelle
- 2003 : Fanfan la Tulipe de Gérard Krawczyk : Koenigseck
- 2003 : Qui perd gagne ! de Laurent Bénégui : Vaugris
- 2003 : Les Choristes de Christophe Barratier : M. Langlois
- 2004 : Boudu de Gérard Jugnot : l'amateur galerie
- 2005 : L'Empire des loups de Chris Nahon : le légiste
- 2005 : Mes copines de Sylvie Ayme : le serveur
- 2006 : Mon meilleur ami de Patrice Leconte : Luc Lebinet
- 2007 : Molière de Laurent Tirard : Bonnefoy
- 2007 : L'Invité de Laurent Bouhnik : Fortineau
- 2008 : Faubourg 36 de Christophe Barratier : Triquet
- 2009 : Le Dernier pour la route de Philippe Godeau : Docteur Marcus
- 2009 : Streamfield, les carnets noirs de Jean-Luc Miesch : Gilbert Kariou
- 2011 : Les Femmes du 6e étage de Philippe Le Guay : Piquer
- 2011 : L'Exercice de l'État de Pierre Schoeller : L'homme des réseaux
- 2012 : Le Magasin des suicides dessin animé de Patrice Leconte : voix du mari
- 2012 : Paulette de Jérôme Enrico : L'huissier
- 2013 : Alceste à bicyclette de Philippe Le Guay : Le directeur du théâtre
- 2014 : Goal of the Dead de Benjamin Rocher et Thierry Poiraud : Docteur Belvaux
- 2017 : Happy End de Michael Haneke : Maître Barin
- 2017 : Nos patriotes de Gabriel Le Bomin : Le médecin du camp
- 2018 : Taxi 5 de Franck Gastambide : le passager
- 2018 : J'ai perdu Albert de Didier van Cauwelaert : Roland Buech
- 2019 : Joyeuse retraite ! de Fabrice Bracq : Jean-Louis, le thanatopracteur
- 2021 : Eugénie Grandet de Marc Dugain : Abbé Cruchot
- 2022 : Permis de construire d'Éric Fraticelli : le notaire
- 2022 : Maigret  de Patrice Leconte : le juge
- 2022 :  Les Harkis de Philippe Faucon : le préfet
- 2023 : 38°5 quai des Orfèvres de Benjamin Lehrer : Docteur Terzieff

### Télévision (sélection)
- 1977 : Minichronique, de René Goscinny et Jean-Marie Coldefy, Les Rêves d'enfants : Le pion puni
- 1977 : Les Cinq Dernières Minutes (série télévisée) - (saison 3 épisode 10) :  Châteaux en campagne de Guy Lessertisseur : Roger
- 1978 : Don Juan, téléfilm d'Arcady : Gussman
- 1978 : Ciné-roman, téléfilm  de Serge Moati : Le fakir
- 1979 : Les Quatre Cents Coups de Virginie de Bernard Queysanne
- 1980 : Les Maupas (série télévisée)
- 1981 : Non-Lieu, téléfilm de Bruno Gantillon
- 1981 : Le Professeur jouait du saxophone, (Cinéma 16) de Bernard Dumont : L'instituteur
- 1985 : Série noire : Rhapsodie en jaune de Gérard Marx : Cazeneuve
- 1986 : Rendez-vous manqués, téléfilm de Patrick Meunier : Jacques
- 1987 : La Lettre perdue, téléfilm de Jean-Louis Bertuccelli : Gérard
- 1987 : Papillon du vertige, téléfilm de Jean-Yves Carrée : Du Jonquet
- 1987 : Je tue à la campagne, téléfilm de Josée Dayan
- 1989 : Juliette en toutes lettres (série télévisée)
- 1988 : Confession de Luc-Antoine Diquéro et Emmanuel Fonlladosa (série intrigues)
- 1989 : À corps et à cris, téléfilm de Josée Dayan : Le pianiste
- 1991 : Navarro (série télévisée) - (saison 3 épisode 11) : La mariée était en rouge de Gérard Marx
- 1991 : Nestor Burma (série télévisée) - (saison 1 épisode 4) :  Fièvre au Marais de Gérard Marx : Lulu
- 1993 : Maigret  (série télévisée) - (saison 1 épisode 8) : Maigret se défend de Andrzej Kostenko : Docteur Melan
- 1993 : L'Amour assassin, téléfilm de Élisabeth Rappeneau : L'agent Dupuis
- 1993 : Embrasse-moi vite, téléfilm de Gérard Marx : Sauveur
- 1994 : La Couleur du mensonge, téléfilm de Hugues de Laugardière
- 1994 : L'Instit (série télévisée) - (saison 2 épisode 2) : Une seconde chance  de Gérard Marx : Maître Joubert
- 1996 : Les Bœuf-carottes (série télévisée) - (saison 1 épisode 2) : Sonia de Peter Kassovitz : L'expert
- 1996 : Anne Le Guen  (série télévisée) - (saison 1 épisode 3) : Les raisons de la colère  de Stéphane Kurc : Morel
- 1996 : Les Liens du cœur, téléfilm de Josée Dayan : Le colporteur
- 1996 : La Belle vie, mini-série télévisée : Terrasson
- 1997 : Les Cordier, juge et flic   (série télévisée) - (saison 5 épisode 5) : Le crime d'à côté de Paul Planchon : Procureur Dastier
- 1997 : Julie Lescaut (série TV) - (saison 6 épisode 5) :  Question de confiance de Alain Wermus : Revel
- 1997 : Un taxi dans la nuit, téléfilm de Alain-Michel Blanc :  Duverger
- 1997 : Les Moissons de l'océan, téléfilm de François Luciani : Me Larquey
- 1997 : Une femme d'honneur (série TV) - (saison 1 épisode 20) : Portrait d'un tueur de David Delrieux : Yves Taranelli
- 1997 : La Sauvageonne, téléfilm de Stéphane Bertin : Armand
- 1998 : Une si jolie mariée, téléfilm de Jacques Audoir : Armand
- 1998 : À bicyclette, téléfilm de Merzak Allouache : Monsieur Richard
- 1998 : Victoire ou la Douleur des femmes, téléfilm de Nadine Trintignant : Frontignac
- 1999 :  La Crim' (série TV) - (saison 2 épisode 6) : Ramsès de Dennis Berry : Fernand Joubert
- 1999 :  Vertiges - épisode : Prise au piège de Jérôme Enrico : L'inspecteur
- 2000 : Avocats et Associés (série TV) - (saison 3 épisode 3) : Le bébé de la finale de Denis Amar : Raymond Jacquin
- 2001 : L'île bleue, téléfilm de Nadine Trintignant
- 2001 : Les Cordier, juge et flic   (série TV) - (saison 10 épisode 2) : Sang-froid de Jean-Marc Seban : Hubert de Longeac
- 2001 : Joséphine, ange gardien (série télévisée) - (saison 5 épisode 5) : La tête dans les étoiles de Denis Malleval :  Le proviseur
- 2001 à 2004 : B.R.I.G.A.D. (série télévisée) - 10 épisodes :  Jean-François Carlin
- 2001 : Mathieu Corot (série télévisée) - 3 épisodes : Amaury
- 2002 : Le Bleu de l'océan(mini-série télévisée) - (saison 1 épisodes 1 à 5) :  Etcheverry
- 2004 : Le Proc (série télévisée) - 1 épisode
- 2005 : Joséphine, ange gardien (série télévisée) - (saison 9 épisode 2) : Trouvez-moi le prince charmant!  de Sylvie Ayme : Fergus
- 2005 : Dolmen (mini-série télévisée) de Nicole Jamet et Marie-Anne Le Pezennec - (épisode 4) : Médecin Pierrick
- 2005 : Le Cri (mini-série télévisée)  de Hervé Baslé  - (saison 1 épisode 4) : Monsieur B
- 2005 : Commissaire Moulin (série télévisée) - (saison 7 épisode 5) : Kidnapping de Yves Rénier :  Le directeur de la banque
- 2006 : SOS 18 (série télévisée) - (saison 3 épisode 4) : L'effet d'une bombe de Bruno Garcia :  Mr. Pallicot
- 2006 : Marie Besnard, l'empoisonneuse, téléfilm de Christian Faure : Le Président Guirec
- 2006 : La Dame d'Izieu, téléfilm de Alain Wermus : Haut fonctionnaire Vichy
- 2006 : Les Camarades  (mini-série télévisée) de François Luciani : Maitre Soulier
- 2006 : Central Nuit (série télévisée) - (saison 4 épisode 6) : Un beau flag de Pascale Dallet : Langlois
- 2006 : Profils criminels : Patron Metalgen
- 2006 : Avocats et Associés (série télévisée) - (saison 14 épisode 6) : Le coup de grâce de Denis Malleval : Le président du tribunal
- 2007 : Avocats et Associés  (série télévisée) - (saison 16 épisode 2) : Émotion de censure de Bruno Garcia : Juge Antelme
- 2007 : L'Hôpital (série télévisée) - (saison 1 épisode 5) : Sur le fil de Laurent Levy : M. Marceaux
- 2008 : Temps mort (mini-série télévisée) : Francis Schaeffer
- 2008 : Cellule Identité (série télévisée) - (saison 1 épisode 3) : Dominique de Stéphane Kappes : Homme DDASS
- 2008 : Ma sœur est moi, téléfilm de Didier Albert : D'Alembert
- 2008 : Guy Môquet, un amour fusillé de Philippe Bérenger : Le commissaire
- 2009 : Reporters (série télévisée) - (saison 2 épisode 1 à 4) : Bréaud-Scarron
- 2009 : La Reine et le Cardinal, téléfilm de Marc Rivière : Louis XIII
- 2011 : Les Beaux Mecs (série télévisée) - épisode 11 : Charley
- 2011 : V comme Vian, téléfilm de Philippe Le Guay : Marcel Arland
- 2011 : Rituels meurtriers, téléfilm de Olivier Guignard : Robert
- 2012 : Nicolas Le Floch (série télévisée) - (saison 4 épisode 1) : Le dîner de gueux de Nicolas Picard-Dreyfuss :  Monsieur de Villerbois
- 2013 : La Balade de Lucie, téléfilm de Sandrine Ray
- 2013 : Fais pas ci, fais pas ça (série télévisée) - (saison 6) : Tricher n'est pas jouer  de Laurent Dussaux : Le Psychologue
- 2014 : Nina (série télévisée) de Nicolas Picard-Dreyfuss
- 2015 : La Tueuse caméléon de Josée Dayan : Lazare
- 2015 : La Loi d'Alexandre (épisode 2) de Philippe Venault : Président tribunal
- 2015 : La Face de Marc Rivière : Jacques de Groves
- 2016 : Jour polaire de Måns Mårlind et Björn Stein : Eric Tardieu
- 2017 : Meurtres à Orléans de Jean-Marc Seban : Olivier Surreau
- 2019 : Myster Mocky présente, épisode Plutôt mourir dans l'eau profonde de Jean-Pierre Mocky
- 2021 : La Petite femelle de Philippe Faucon : Président Jadin
- 2021 : Capitaine Marleau, série, épisode L'Homme qui brûle : M. Girardin
- 2023 : Le Horla de Marion Desseigne Ravel : M. Attal
- 2024 : Des blessures invisibles de Sarah Marx : Médecin[4]
- 2024 : Sur la dalle de Josée Dayan

## Théâtre (sélection)
- 1976 : Marie-Madeleine de Franz Xaver Kroetz, mise en scène Gilles Atlan, Cité Internationale
- 1976 : Les Crucifixions De Saint Barthélémy de Claude Prin, mise en scène Denis Llorca, Théâtre de la Ville
- 1976 :  Hinkemann d'Ernst Toller, mise en scène François Joxe, Théâtre de la Plaine
- 1977-1980 :  Prends bien garde aux Zeppelins de et mise en scène Didier Flamand, théâtre des Bouffes du Nord et tournée
- 1977 : Architruc de Robert Pinget, mise en scène Jean-François Chaintron, Courbevoie
- 1978 : Ecce homo de et mise en scène Didier Flamand, festival d'Avignon
- 1980 : Dom Juan de Molière, mise en scène Andréas Voutsinás, Tréteaux de France
- 1981 : Une soirée pas comme les autres de Jacques Sternberg, mise en scène Luc-Antoine Diquéro, Montpellier
- 1984 : Great Britain de Edward Marlowe, mise en scène Jean-Hugues Anglade
- 1987 : Pionniers à Ingolstadt de Marieluise Fleisser, mise en scène Bérangère Bonvoisin, Théâtre des Amandiers
- 1988 : Le Barbier de Séville de Beaumarchais, mise en scène Alain Bézu
- 1989 : Au perroquet vert de Arthur Schnitzler, mise en scène Michel Didym
- 1989 : Le Baladin du monde occidental de John Millington Synge, mise en scène Jacques Nichet, Théâtre des Treize Vents, tournée
- 1990 : Le Baladin du monde occidental de John Millington Synge, mise en scène Jacques Nichet, Théâtre de la Ville
- 1991 : Comme une histoire d'amour de Arthur Miller, mise en scène Alain Bézu, Théâtre Artistic Athévains
- 1993 : Antigone de Sophocle, mise en scène Gilles Bouillon
- 1994 : Dans la jungle des villes de Bertolt Brecht, mise en scène Gilles Bouillon
- 1994 : Les Femmes savantes de Molière, mise en scène Gilles Bouillon
- 1995 : Le Roi des Schnorrers de Marco Koskas, mise en scène Jean-Luc Porraz, Festival d'Avignon
- 1996 : Les apparences sont trompeuses de Thomas Bernhard, mise en scène Gilles Bouillon
- 2005 : Le Mariage de Barillon de Georges Feydeau, mise en scène Jacques Échantillon, Théâtre du Palais Royal
- 2012 : Calamity Jane de Jean-Noël Fenwick, mise en scène Alain Sachs, Théâtre de Paris